# Johann Christoph Wulff
Johann Christoph Wulff (ur. ?, zm. 19 lutego 1767 w Królewcu) – pruski przyrodnik, badacz flory i fauny Prus, zwłaszcza ryb i płazów.
W swojej dysertacji doktorskiej pt. „Specimen inaugurale de 23 plantis in Borussia sponte nascentibus” (1744) podał 23 gatunki roślin nowe dla Prus, uporządkowane według systemu Gasparda Bauhina (1560–1624). Był to pierwszy przyczynek do flory Prus od wydania w 1726 roku przez Georga Helwinga „Supplementum Florae prussicae”, nie pozbawiony jednak błędów. Według Hugo Klinggraeffa (1854) prawidłowo zostało tu podanych tylko kilka gatunków roślin zarodnikowych oraz: malina moroszka Rubus chamaemorus, niezapominajka różnobarwna Myosotis discolor, olsza szara Alnus incana i topola biała Populus alba, podczas gdy pozostałe są błędnie oznaczone.
Wulff wykorzystał dane z pracy Helwinga w 1765 roku, publikując „Flora Prussica”. Praca ta, mająca być w założeniu autora zestawieniem kompleksowej flory Prus, obarczona jest wieloma błędami. Większość danych pochodzi ze wspomnianej już pracy Helwinga oraz z publikacji „Plants in Borussia sponte nascentes” (1754) Johannesa Loesela. Przedmowa niemal w całości jest kopią przedmowy Johanna Breyna do publikacji Helwinga. Wulff zestawił 264 gatunki skrytopłciowych i 955 gatunków jawnopłciowych, jednak nierzadko podnosił do rangi gatunku różne formy. Poza tym kilkakrotnie wymieniał te same gatunki – bądź pod różnymi nazwami, bądź też umieszczając je w kilku jednostkach systematycznych. Klinggräff (1854) podał, że w grupie jawnopłciowych, po zredukowaniu wymienionych taksonów do rangi gatunku, zostało ich około 670. Wulff nie wymienił też w ogóle wielu gatunków, które już wtedy znane były w Prusach. Pomimo licznych błędów, w pracy tej nowatorskie było zastosowanie nomenklatury zgodnej z systemem Karola Linneusza, a także diagnozy Linneusza, podane dla części gatunków.
Wulff wydał także zestawienie gatunków ryb i płazów Prus pt. „Ichtyologia, cum amphibiis regni Borussici” (1765), w którym także zastosował klasyfikację Linneusza.

## Publikacje
- 1744: Specimen inaugurale de 23 plantis in Borussia sponte nascentibus. Regiom.
- 1765: Flora Prussica denuo efflorescens auctior cum figuris. Regimont lipsiae sumptibus Naer. Hartung et. Joh. Dav. Zeisii, ss. 267.
- 1765: Ichtyologia, cum amphibiis regni Borussici. Methodo Linneana disposita. Apud Iohann Jacob Kanter, ss. 60.